# Gasponia fascicularis
Gasponia fascicularis là một loài bọ cánh cứng trong họ Cerambycidae.